# Echeveria quitensis
Echeveria quitensis là một loài thực vật có hoa trong họ Crassulaceae. Loài này được (Kunth) Lindl. miêu tả khoa học đầu tiên năm 1852.